# Xysticus brunneitibiis
Xysticus brunneitibiis là một loài nhện trong họ Thomisidae.
Loài này thuộc chi Xysticus. Xysticus brunneitibiis được Lodovico di Caporiacco miêu tả năm 1939.